# Raión de Tlumach
Tlúmach (en ucraniano: Тлумацький район) fue un raión o distrito de Ucrania en el óblast de Ivano-Frankivsk. En la reforma territorial de 2020, su territorio fue incluido en el raión de Ivano-Frankivsk.
Comprendía una superficie de 683 km².
La capital era la ciudad de Tlúmach.

## Demografía
Según estimación 2010 contaba con una población total de 52800 habitantes.

## Otros datos
El código KOATUU es 2625600000. El código postal 78000 y el prefijo telefónico +380 3479.